# Karin Uhlig
Karin Uhlig (* 1964 in Amstetten, Niederösterreich, Pseudonyme: Carine Bernard, Karina Ewald und Karen Finch) ist eine österreichische Schriftstellerin. Sie lebt in Bad Bodenteich (Niedersachsen).

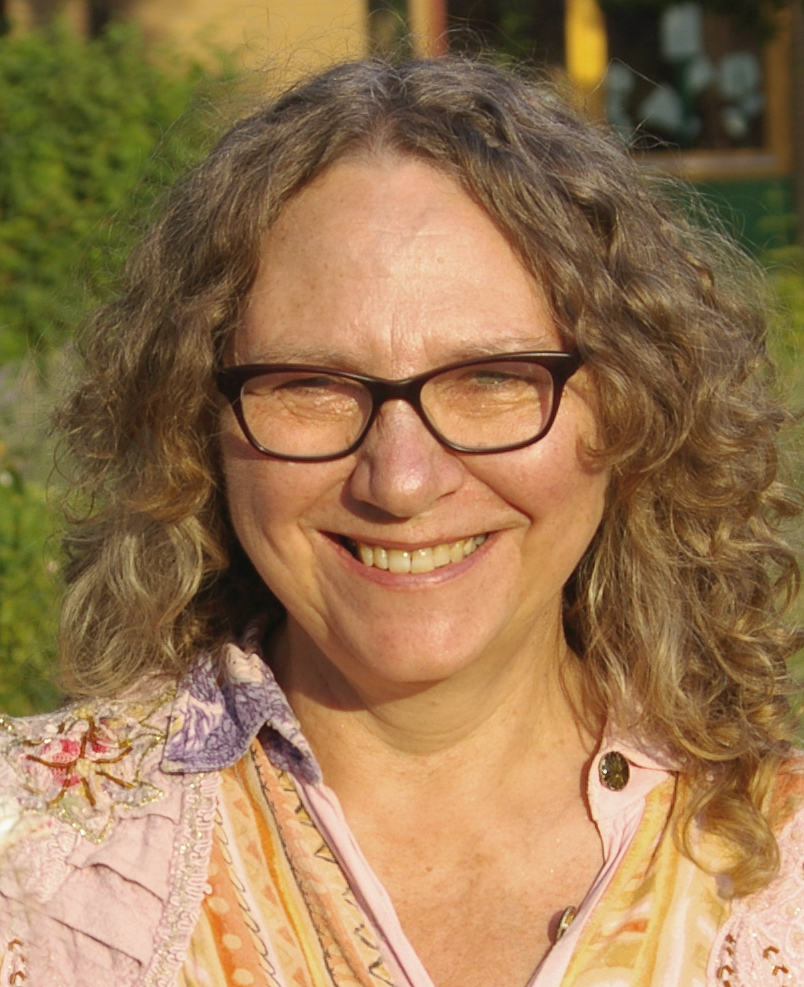
Karen Finch, August 2024

## Leben
Karin Uhlig wurde 1964 in Amstetten, Österreich als Karin Fink geboren. Nach der Matura am BRG Amstetten studierte sie von 1983 bis 1993 Veterinärmedizin an der Veterinärmedizinischen Universität in Wien. 2001 übersiedelte sie nach Nordrhein-Westfalen, Deutschland, seit 2024 lebt sie in Niedersachsen.
Beim Erstellen von Rätselgeschichten für ihr Hobby Geocaching entdeckte sie ihre alte Liebe zum Schreiben wieder. 2015 veröffentlichte sie mit „Bankraub auf Französisch“ ihren ersten Roman.
Karin Uhlig 
ist verheiratet und hat drei Kinder. Unter dem Pseudonym Carine Bernard schreibt sie Kriminalromane, die in Deutschland sowie in der Provence spielen. 2022 kam als weiteres Pseudonym Karina Ewald mit bislang zwei Österreich-Krimis hinzu,  2025 erschien unter dem Pseudonym Karen Finch ein Krimi, der in England angesiedelt ist. 2014 veröffentlichte sie zum Auszug ihres Sohnes ein Kochbuch unter ihrem eigenen Namen.

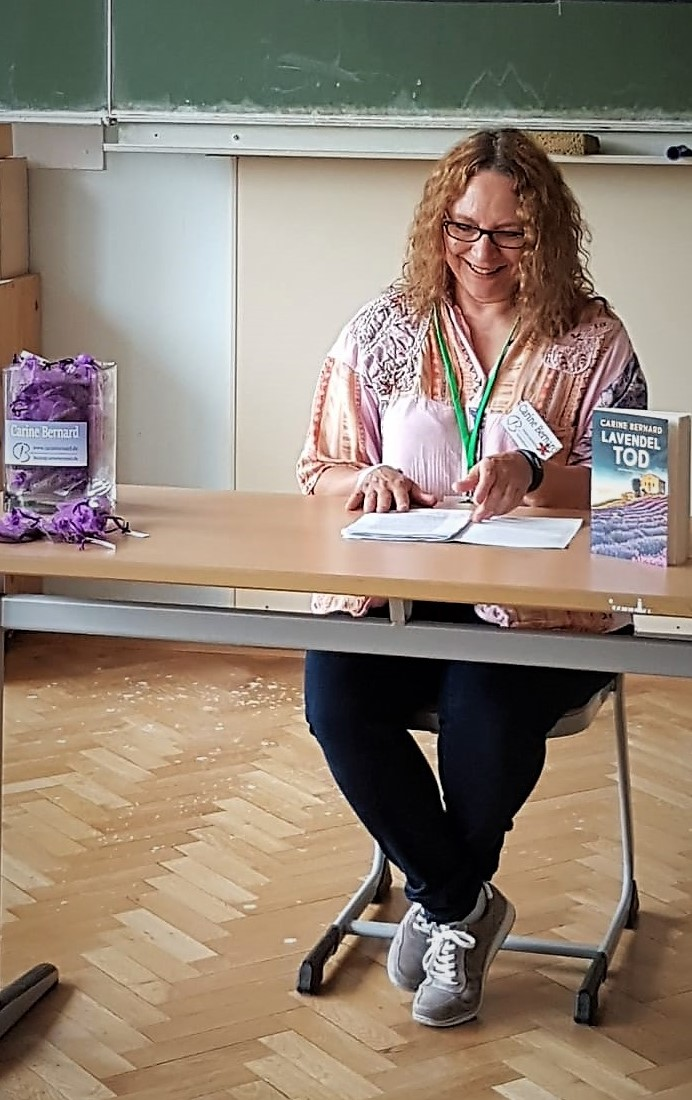
Carine Bernard, Lesemarathon Wülfrath (Juni 2019)

## Werke

### Als Karin Uhlig
- Bankraub auf Französisch: Ein Molly Preston Krimi. Roman. Neobooks, 2015, ISBN 	978-3-7380-1764-9
- Mama Cooking: Das Studenten-Kochbuch, Sachbuch. Independently Published, 2018, ISBN 978-1723841286

### Als Carine Bernard
- Der Lavendel-Coup: Ein Provence-Krimi (Molly Preston ermittelt, Band 1). Droemer Knaur 2015, ISBN 978-3-426-21530-2 (Neuauflage Bankraub auf Französisch)
- Das Schaf-Komplott: Ein Yorkshire-Krimi (Molly Preston ermittelt, Band 2). Droemer Knaur 2016, ISBN 978-3-426-21559-3
- Die Schnitzel-Jagd: Ein Wien-Krimi (Molly Preston ermittelt, Band 3). Droemer Knaur 2016, ISBN 978-3-426-21557-9
- Pater Noster: Eine mörderische Kampagne. Create Space Independent Publishing Platform 2016, ISBN 978-1-533-63302-6
- Der Drachen-Klau: Ein Mallorca-Krimi (Molly Preston ermittelt, Band 4). Droemer Knaur 2017, ISBN 978-3-426-21643-9
- App to Date. epubli 2017. ISBN 978-3-745-06941-9
- Der Hund, der eine Grube gräbt (Katja Maus ermittelt, Band 1). Droemer Knaur 2018, ISBN 978-3-426-21675-0
- Tote Hunde bellen nicht (Katja Maus ermittelt, Band 2). Droemer Knaur 2019, ISBN 978-3-426-21725-2
- Lavendel-Tod: Ein Provence-Krimi (Die Lavendel-Morde, Band 1). Droemer Knaur 2019, ISBN 978-3-426-52292-9 (Neuauflage Lavendel-Coup/Bankraub auf Französisch)
- Lavendel-Gift: Ein Provence-Krimi (Die Lavendel-Morde, Band 2). Droemer Knaur 2019, ISBN 978-3-426-52293-6
- Lavendel-Fluch: Ein Provence-Krimi (Die Lavendel-Morde, Band 3). Droemer Knaur 2021, ISBN  978-3-426-52667-5
- Lavendel-Grab: Ein Provence-Krimi (Die Lavendel-Morde, Band 4). Droemer Knaur 2022, ISBN  978-3-42652829-7
- Lavendel-Zorn: Ein Provence-Krimi (Die Lavendel-Morde, Band 5). Droemer Knaur 2023, ISBN 978-3-426-52974-4
- Lavendel-Sturm: Ein Provence-Krimi (Die Lavendel-Morde, Band 6). Droemer Knaur 2024, ISBN 978-3-426-53064-1
- Lavendel-Wut: Ein Provence-Krimi (Die Lavendel-Morde, Band 7). Droemer Knaur 2025, ISBN 978-3-426-53065-8

### Als Karina Ewald
- Bitterwasser: Ein Bad-Gastein-Krimi (Carolin Halbach ermittelt, Band 1). Servus Verlag 2022, ISBN  978-3-710-40310-1
- Sturzwasser: Ein Bad-Gastein-Krimi (Carolin Halbach ermittelt, Band 2). Servus Verlag 2023, ISBN  978-3-710-40320-0

### Als Karen Finch
- Was früher blüht, ist länger tot. Harper Collins 2025, ISBN  978-3-365-00984-0

## Preise und Auszeichnungen
- 2018: Longlist Indie Autor Preis "Krimi und Thriller"